# Ginástica de trampolim nos Jogos Pan-Americanos de 2023 - Sincronizado feminino
O evento sincronizado feminino da ginástica de trampolim nos Jogos Pan-Americanos de 2023 foi disputado em 3 e 4 de novembro de 2023 no Centro de Esportes Coletivos, localizado no cluster do Estádio Nacional. Um total de 10 ginastas de cinco Comitês Olímpicos Nacionais (CON) participaram da competição.

## Calendário
Horário local (UTC−3).
| Data          | Hora  | Fase         |
| ------------- | ----- | ------------ |
| 3 de novembro | 10:00 | Qualificação |
| 4 de novembro | 10:00 | Final        |

## Medalhistas
| Ouro   | USA Jessica Stevens e Nicole Ahsinger |
| Prata  | BRA Alice Gomes e Camilla Gomes       |
| Bronze | MEX Dafne Navarro e Mariola García    |

## Resultados

### Qualificação
As cinco duplas participantes se classificaram para a final.
| Pos. | Ginastas                           | CON                | Nota E | Nota T | Nota D | Nota H | Pen.   | Total  | Notas |
| ---- | ---------------------------------- | ------------------ | ------ | ------ | ------ | ------ | ------ | ------ | ----- |
| 1    | Jessica Stevens Nicole Ahsinger    | USA Estados Unidos | 7.600  | 18.58  | 13.10  | 9.65   | -0.400 | 48.530 | Q     |
| 2    | Alice Gomes Camilla Gomes          | BRA Brasil         | 7.900  | 18.58  | 10.30  | 9.20   |        | 45.980 | Q     |
| 3    | Rachel Tam Gabriella Flynn         | CAN Canadá         | 7.300  | 19.08  | 9.50   | 9.05   |        | 44.930 | Q     |
| 4    | Lucila Maldonado Valentina Podesta | ARG Argentina      | 8.600  | 18.06  | 7.80   | 9.60   |        | 44.060 | Q     |
| 5    | Dafne Navarro Mariola García       | MEX México         | 2.950  | 6.98   | 4.60   | 3.40   |        | 17.930 | Q     |

### Final
Na final as competidores realizaram um único exercício, com os de melhor pontuação definindo as medalhistas.
| Pos.              | Ginasta                            | CON                | Nota E | Nota T | Nota D | Nota H | Pen. | Total  |
| ----------------- | ---------------------------------- | ------------------ | ------ | ------ | ------ | ------ | ---- | ------ |
| Medalha de ouro   | Jessica Stevens Nicole Ahsinger    | USA Estados Unidos | 7.300  | 18.24  | 13.10  | 9.55   |      | 48.190 |
| Medalha de prata  | Alice Gomes Camilla Gomes          | BRA Brasil         | 7.900  | 18.04  | 10.70  | 9.50   |      | 46.140 |
| Medalha de bronze | Dafne Navarro Mariola García       | MEX México         | 7.400  | 17.52  | 11.40  | 9.45   |      | 45.770 |
| 4                 | Lucila Maldonado Valentina Podesta | ARG Argentina      | 7.500  | 17.54  | 7.80   | 9.50   |      | 42.340 |
|                   | Rachel Tam Gabriella Flynn         | CAN Canadá         | DNS    | DNS    | DNS    | DNS    | DNS  | DNS    |